# Contactmagie
Contactmagie (Engels: "Contagious magic") verwijst naar een vorm van magisch denken waarbij geloofd wordt dat er een magische band bestaat tussen twee objecten of personen die met elkaar in contact zijn geweest. 
Dingen die eens met elkaar geassocieerd waren kunnen elkaar volgens deze magische wet nadat ze van elkaar gescheiden zijn wederzijds beïnvloeden. Zo zal wat een object wordt aangedaan (bijvoorbeeld een kledingstuk of een haar) ook invloed uitoefenen op de eigenaar van het object. James Frazer was de eerste die in 1890 de wet van contact formuleerde in zijn antropologische studie The Golden Bough.